# Кенсингтон (Њујорк)
Кенсингтон (енгл. Kensington) град је у америчкој савезној држави Њујорк.

## Демографија
По попису из 2010. године број становника је 1.161, што је 48 (-4,0%) становника мање него 2000. године.
| Група             | 2000.         | 2010.       |
| Белци             | 1.079 (89,2%) | 988 (85,1%) |
| Афроамериканци    | 8 (0,7%)      | 8 (0,7%)    |
| Азијати           | 60 (5,0%)     | 101 (8,7%)  |
| Хиспаноамериканци | 48 (4,0%)     | 26 (2,2%)   |
| Укупно            | 1.209         | 1.161       |